# Phi X 174

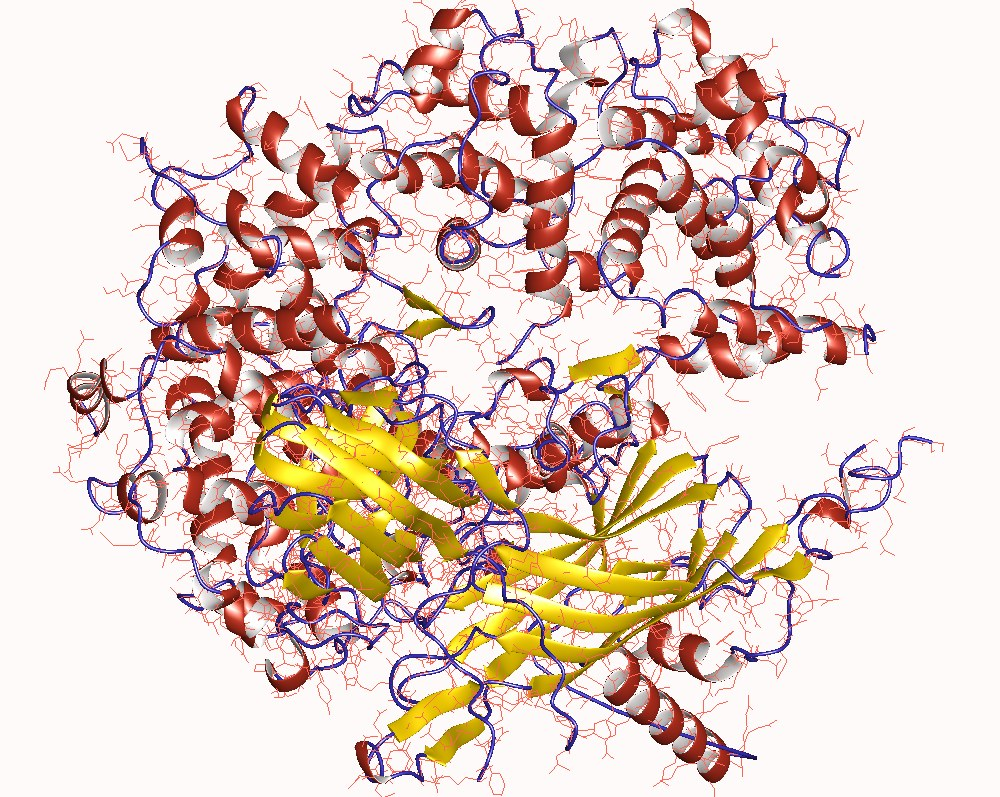
A phi X 174 kapszid heptamer szerkezete

A phi X 174 (vagy phi X) bakteriofágé volt az első DNS-alapú genom, amit sikerült szekvenálni. A szekvenálást Fred Sanger és munkatársai végezték el, 1977-ben. Walter Fiers már 1962-ben sikeresen igazolta a phi X 174 DNS-ének körkörös, kovalens kötéssel lezárt szerkezetét.
A fág igen kis mennyiségű DNS-sel rendelkezik. 11 gén 5386 nukleotidbázisa alkotja (egyszálú), körkörös topológiában; több génje két különböző csoportban is kifejt hasonló funkciót. A GC-tartalom 44%, és a nukleotidok 95%-a kódoló gén.
2003-ban jelentették be, hogy a phi X 174 teljes genomját sikerült mesterségesen előállítani.

## Lásd még
- MS2 fág

## Fordítás
- Ez a szócikk részben vagy egészben a Phi X 174 című angol Wikipédia-szócikk ezen változatának fordításán alapul.  Az eredeti cikk szerkesztőit annak laptörténete sorolja fel. Ez a jelzés csupán a megfogalmazás eredetét és a szerzői jogokat jelzi, nem szolgál a cikkben szereplő információk forrásmegjelöléseként.

## Külső hivatkozások
- Description & Restriction Map: PhiX174 DNA Archiválva 2009. szeptember 1-i dátummal a Wayback Machine-ben
- Complete Genome